# Полтавські губернські відомості
«Полта́вські губе́рнські ві́домості» (рос. дореф. Полтавскія губернскія вѣдомости) — офіційна урядова газета, що виходила в Полтаві у 1838—1919 рр.

## Історична довідка
«Полтавские губернские ведомости» виходила спочатку двічі на тиждень, з № 66 у 1907 р. — тричі на тиждень, з № 78 — щоденно.
Складалася з двох частин: офіційної, де друкувалися розпорядження, постанови і повідомлення центральної і місцевої властей, і неофіційної — інформація про місцеві події, матеріали з етнографії, археології, історії, економіки, географії краю, літературні твори.
На етапі становлення (1838—1841) газету редагував І. Г. Бутков. Вірогідніше за все, перший редактор був місцевим чиновником, якого губернське правління зобов'язало робити редакторську справу доти, доки не знайдеться на обрії більш сумлінна, а головне — творча натура (перші редактори редагували газету виключно на громадських засадах).
З 1841 року редактором неофіційної частини тривалий час був П. І. Бодянський. З 1889 року редактором неофіційної частини газети був Іваненко Дмитро Олексійович.
У 1901—1902 рр. друкувалися щотижневі додатки з черговими газетними матеріалами; у 1901—1916 рр. — оголошення про підряди, поставки, списки кандидатів у присяжні засідателі та інші офіційно-відомчі матеріали. У 1905—1906 і 1912 рр. — списки по виборах до Державної думи, у 1906 і 1914 рр. — списки нижніх чинів, убитих, поранених і пропалих безвісти.
Неофіційна частина «Полтавских губернских ведомостей» з № 430 за 1909 р. мала додатки: «Ежедневная газета», з № 724 за 1910 р. — «Ежедневная общественная, политическая газета». У 1911 р. — "Ілюстрований додаток до № «Полтавских ведомостей».
У 1908—1911 рр. «Полтавские губернские ведомости» виходили під назвою «Полтавские ведомости». У 1918—1919 рр. «Полтавские губернские ведомости» видавалися українською мовою, під час окупації Полтави денікінцями — російською мовою.
Вважаються родоначальником сучасного видання «Зоря Полтавщини».